# Castillo de las Adzaharas
El Castillo de las Adzaharas, situado en el municipio de Vall de Laguart, en la provincia de Alicante (España), es una pequeña fortificación compuesta por dos recintos de planta rectangular de origen musulmán del que apenas quedan algunos restos de sus murallas realizadas con fábrica de tapial y que se encuentra situado en un pequeño promontorio cerca de Fontilles. 
Escasas son las referencias bibliográficas en relación con este elemento defensivo. En 1609 fue conquistado por Sancho de Luna, y tras la expulsión de los moriscos fue abandonado.
Actualmente se observa una antropización efectuada en las laderas del mencionado cerro, donde el terreno ha sido abancalado y se han realizado márgenes en mampostería, con el fin de facilitar los cultivos que llegan prácticamente hasta la cima.
Situado en la cima, sobre caras cortadas en vertical en la orientación norte, se observan los restos de muros realizados en tapial de consistencia dura. Se trata de alienaciones rectilíneas que delimitan dos recintos de planta rectangular, parcialmente excavados en la roca. En el lado de poniente el muro se encuentra desdoblado, con evidencias de separación entre las hojas constructivas, el recinto al que puede pertenecer se encuentra derruido. Los dos restantes espacios están arruinados y los espacios interiores rellenos de escombros y tierra vegetal.
Está claro que se trata de una construcción singular que, en algún momento, conformó una instalación especial, probablemente un recinto fortificado.
En las proximidades de estas construcciones se encuentran restos cerámicos de diferentes épocas.